# M2o Club Chart
m2o Club Chart era un programma di m2o Radio sulla classifica musicale delle 20 tracce dance più suonate.
Era condotto dal DJ Molella fin dalla sua prima edizione. Da giugno 2008 a luglio 2015 è andata in onda ininterrottamente, per poi riprendere in settembre 2015 dopo la prima pausa estiva della sua storia. Alla fine di ogni anno andava in onda una classifica di 25 posizioni, che riepilogava le tracce più ballate di quell'anno.